# Фокача

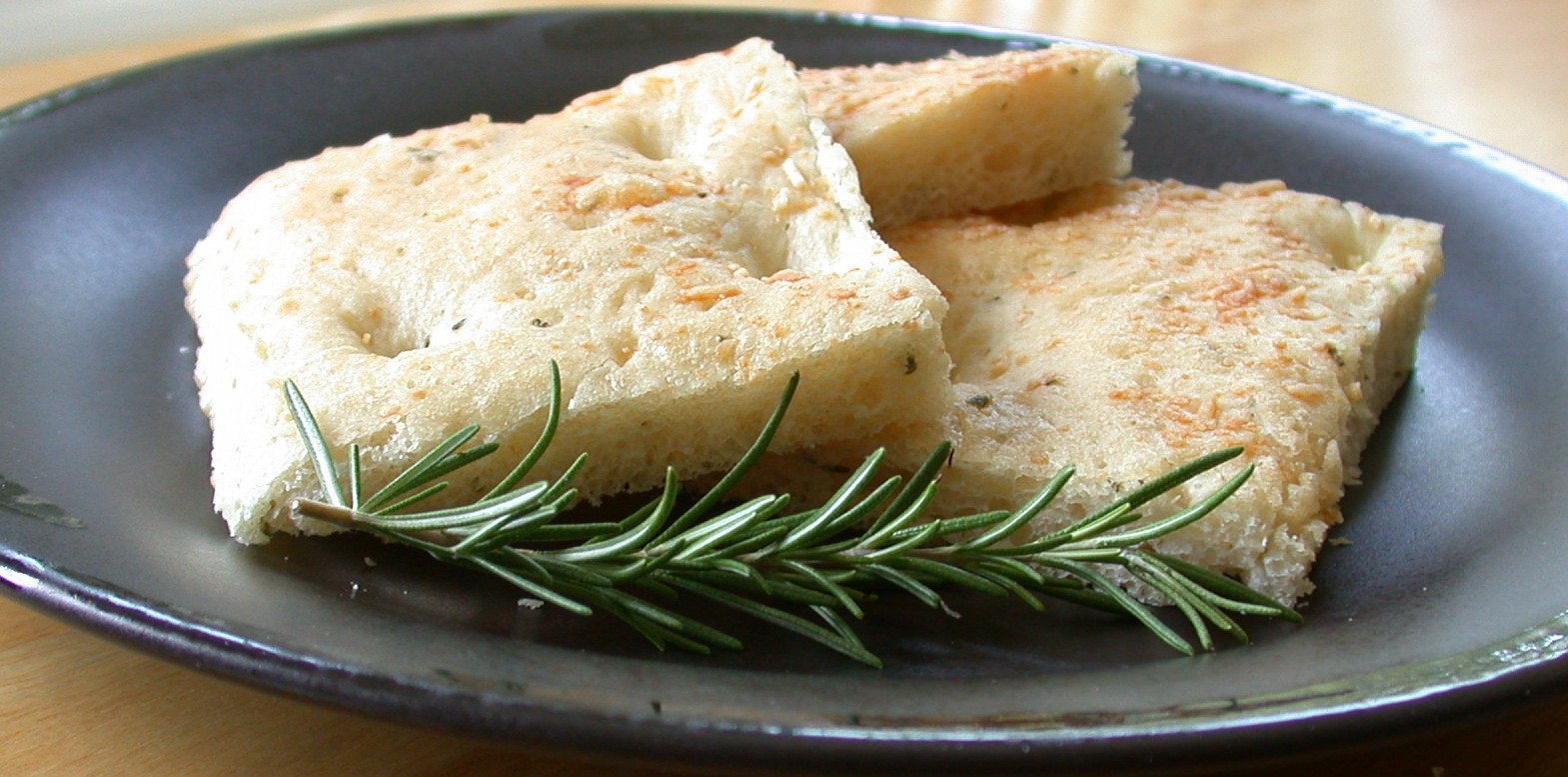
Традиційна фокача

Фокача (італ. focaccia від лат. panis focacius, досл. «хліб, запечений у вогнищі») — італійський корж, який готують з того ж тіста, що і основу для піци; також прісний дріжджовий хліб без якихось начинок на поверхні (топінгів). Тісто традиційної фокачі, як і решти прісних коржів, містить три компоненти: борошно, вода і дріжджі, проте в італійську фокачу додають оливкову олію. Фокача буває круглою або прямокутною, тонкою або товстою (зазвичай тонкою), це залежить від уподобань пекаря. Також іноді в тісто для фокачі додається молоко (що для піци ніколи не практикується) — тоді вона стає м'якшою, іноді дріжджі не кладуть, щоб отримати її більш тонкою і хрумкою. Іноді фокачу готують з начинкою, найчастіше це сир. Фокача буває і солодкою, і солоною.